# Spartaco Bandinelli
Spartaco Bandinelli est un boxeur italien né le 27 mars 1921 à Velletri et mort le 17 février 1997 dans la même ville.

## Carrière
Sa carrière amateur est principalement marquée par une médaille d'argent remportée aux Jeux olympiques d'été de 1948 à Londres dans la catégorie des poids mouches.

### Jeux olympiques
Médaille d'argent en moins de 51 kg aux Jeux de 1948 à Londres